# Fineasz i Ferb (polska ścieżka dźwiękowa)
Fineasz i Ferb – ścieżka dźwiękowa z serialu Disney Channel i Disney XD, Fineasz i Ferb oraz filmu Fineasz i Ferb: Podróż w drugim wymiarze, która ukazała się 6 września 2011. Album jest oparty na amerykańskiej płycie Fineasz i Ferb: Podróż w pierwszym i drugim wymiarze. Płyta zawiera 21 utworów muzycznych z drugiej serii serialu i pełnometrażowego filmu Fineasz i Ferb: Podróż w drugim wymiarze.

## Opis albumu
Album obejmuje 12 piosenek z drugiej serii serialu Fineasz i Ferb oraz 9 piosenek z pełnometrażowego filmu z Fineaszem i Ferbem Podróż w drugim wymiarze. W albumie ukazały się piosenki z serialu Wiem Już, Co Będziemy Robić Dziś w wykonaniu Fineasza (Wit Apostolakis-Gluziński), Ten Dziobak Już Mną Nie Steruje w wykonaniu Dundersztyca (Wojciech Paszkowski) oraz Bez Celu Swej Podróży w wykonaniu Adama Krylika i Janusza Kamila, a także piosenki z filmu Tajemnicza Moc w wykonaniu Fretki (Anna Sochacka) (piosenka ze sceny usuniętej), Robotyczny Bunt w wykonaniu zespołu Miłosi (Juliusz Kamil i Marcin Koczot) lub też Kick It Up A Notch, czyli oryginalna wersja piosenki Czas Do Pieca Dać!, w której wokalu użyczył Slash. W piosence śpiewają także Fineasz i Ferb (Vincent Martella i Thomas Sangster).
W Stanach Zjednoczonych album został wydany jako Phineas and Ferb: Across 1st & 2nd Demensions (Fineasz i Ferb: Podróż w pierwszym i drugim wymiarze) z prawie identycznymi piosenkami. Amerykańskie wydanie zawiera piosenkę Perry The Platypus (Pepe Pan Dziobak) w wersji rozszerzonej.

## Spis utworów
| Nr | Tytuł                                               | Wykonawca (postać)                             | Źródło                |
| -- | --------------------------------------------------- | ---------------------------------------------- | --------------------- |
|    |                                                     |                                                |                       |
| 01 | Pepe, ja chcę być tu z tobą                         | Wokalista                                      | Film                  |
|    |                                                     |                                                |                       |
| 02 | Idealny Dzień                                       | Wokalista                                      | Odc. 28a              |
|    |                                                     |                                                |                       |
| 03 | Wiem już, co będziemy robić dziś                    | Fineasz                                        | Odc. 65               |
|    |                                                     |                                                |                       |
| 04 | Znalazłem kumpla, że hej!                           | Dundersztyc i Dundersztyc (z drugiego wymiaru) | Film                  |
|    |                                                     |                                                |                       |
| 05 | Po was i już                                        | Fretka                                         | Odc. 65               |
|    |                                                     |                                                |                       |
| 06 | Co robicie?                                         | Izabella                                       | Odc. 65               |
|    |                                                     |                                                |                       |
| 07 | Lato (od czego by tu zacząć?)                       | Fineasz                                        | Film                  |
|    |                                                     |                                                |                       |
| 08 | Wiemy, co, gdzie i jak                              | Wokalista                                      | Film                  |
|    |                                                     |                                                |                       |
| 09 | Bez celu swej podróży                               | Wokaliści                                      | Odc. 58a              |
|    |                                                     |                                                |                       |
| 10 | Nowa rzeczywistość                                  | Wokalista                                      | Film                  |
|    |                                                     |                                                |                       |
| 11 | Ten Dziobak już mną nie steruje                     | Dundersztyc                                    | Odc. 61b              |
|    |                                                     |                                                |                       |
| 12 | Tajemnicza moc                                      | Fretka                                         | Film (scena usunięta) |
|    |                                                     |                                                |                       |
| 13 | Kosmiczną brykę mam                                 | Ferb (inny głos)                               | Odc. 33               |
|    |                                                     |                                                |                       |
| 14 | Wróć do nas, Pepe                                   | Fineasz i Fretka                               | Odc. 36a              |
|    |                                                     |                                                |                       |
| 15 | Rządzić będę całym światem (Dawniej w Gimmelshtump) | Dundersztyc                                    | Odc. 65               |
|    |                                                     |                                                |                       |
| 16 | Lewitować chcę                                      | Wokaliści                                      | Odc. 49a              |
|    |                                                     |                                                |                       |
| 17 | To nie Ferb                                         | Wokaliści                                      | Odc. 51a              |
|    |                                                     |                                                |                       |
| 18 | Robotyczny bunt                                     | Zespół Miłosie                                 | Film                  |
|    |                                                     |                                                |                       |
| 19 | Ta kolejka super jest! (Kolejka)                    | Fineasz                                        | Odc. 65               |
|    |                                                     |                                                |                       |
| 20 | Po prostu Carpe Diem                                | Obsada odcinka 65 "Kolejka: Musical"           | Odc. 65               |
|    |                                                     |                                                |                       |
| 21 | Kick It Up A Notch (Czas do pieca dać!) (ang.)      | Fineasz i Slash                                | Film                  |